# یواس‌اس راکفرد (پی‌اف-۴۸)
یواس‌اس راکفرد (پی‌اف-۴۸) (به انگلیسی: USS Rockford (PF-48)) یک کشتی بود. این کشتی در سال ۱۹۴۳ ساخته شد.